# Alessandro Siani
Alessandro Siani, pseudonimo di Alessandro Esposito (Napoli, 17 settembre 1975), è un attore, comico, cabarettista, sceneggiatore, regista, conduttore televisivo e umorista italiano.

## Biografia
Nasce a Napoli il 17 settembre 1975 da Maria Pia Carsana, casalinga di origine lombarda, e Mario Esposito, operaio dell'Alfa Romeo; la decisione di usare il cognome d'arte Siani è un omaggio al giornalista partenopeo Giancarlo Siani, assassinato dalla camorra il 23 settembre 1985. Cresciuto nel quartiere di Fuorigrotta, ha iniziato la sua carriera all'interno del laboratorio Tunnel Cabaret, storico locale sito a Napoli nei pressi del monastero di Santa Chiara. Benché giovanissimo, nel 1995 vince il premio Charlot come migliore cabarettista dell'anno. È stato, inoltre, il vincitore di alcuni premi nazionali, come Franca Villa e Ascea Ridens (presidente della giuria, l'attore comico napoletano Francesco Paolantoni).
Riceve in piazza della Rinascita a Pescara un premio speciale durante la 41ª edizione del premio Flaiano il 20 luglio 2014.
Ha fatto il suo esordio nel 1998-1999, durante la terza edizione della trasmissione napoletana TeleGaribaldi, nel trio A Testa in giù, composto da Siani stesso, Francesco Albanese e Peppe Laurato. Il trio interpretava uno sketch ambientato in una discoteca, in cui Tatore (Alessandro), un ragazzo cafone e arrogante, respingeva le avances della brutta e grassa Ivana (Peppe, il quale dopo la separazione dal trio, fino a oggi componeva insieme a Massimo Borrelli il duo di cabaret i Due x Duo), mentre lo stralunato dj Checco-Lecco (Francesco) urlava ad alta voce i suoi slogan improbabili. L'anno dopo, nella quarta stagione di Telegaribaldi, Siani interpretò due personaggi: lo stesso Tatore, stavolta solo con Checco-Lecco, e il procuratore Alex Damiani.
Successivamente ha partecipato a un altro programma campano, Pirati, condotto da Biagio Izzo. Nel 2002 è approdato a Telecapri presentando, insieme ad Alan De Luca, il Maradona Show. Alessandro Siani ha inoltre doppiato in napoletano spezzoni del cartone animato Jeeg robot d'acciaio, trasformato per l'occasione in "Giggig robot d'acciaio", andati in onda sull'emittente campana Canale 34 Telenapoli durante lo spettacolo da lui condotto, Movida.
Nel 2003 si fa conoscere alla trasmissione comica Bulldozer di Rai 2, condotta da Federica Panicucci, reinterpretando Tatore. Il suo personaggio ha ottenuto subito un buon successo e approvazione a livello nazionale. Fra le sue apparizioni, lo ricordiamo anche a Domenica in, con Mara Venier, nel varietà Guarda che luna (Rai 1, 2004).
Grazie allo spettacolo teatrale Fiesta, nel dicembre 2004, con Francesco Albanese e Carmela Nappo, Siani diventa uno dei comici più popolari in Campania e in generale nel sud Italia, con la nascita di veri e propri tormentoni. Il successo teatrale di Fiesta (allestito per oltre un mese al Teatro Diana di Napoli) ha portato all'uscita del DVD dell'omonimo spettacolo, che ha venduto 26000 copie. Fiesta è seguito, nel 2005, dalla tournée dei suoi nuovi spettacoli, Tienimi presente e Per tutti. Nello stesso anno ha condotto l'edizione di Sanremo Giovani. I suoi spettacoli sono sempre dedicati a Giovanni Sisto, fratellastro di Siani. Nel 2006 è stato protagonista del film Ti lascio perché ti amo troppo di Francesco Ranieri Martinotti. La prima esperienza di Alessandro Siani nel campo del cinema, si è occupato anche del soggetto e della sceneggiatura, gli ha fatto guadagnare il premio di miglior attore al Giffoni Film Festival. Nello stesso anno è stato fra gli attori di Natale a New York, insieme a Christian De Sica, Massimo Ghini, Elisabetta Canalis, Sabrina Ferilli.
In contemporanea ha continuato le sue apparizioni su Rai 2 comparendo come inviato dallo stadio San Paolo, dal 2020 denominato stadio Diego Armando Maradona, a Quelli che il calcio, condotto da Simona Ventura, e dal 4 dicembre 2006 è stato al timone di Libero. La trasmissione è stata però sospesa dal palinsesto dopo appena due puntate per carenza di ascolti. Alla fine dell'aprile 2007 esce sul mercato il suo secondo DVD intitolato Tienimi presente. Il 12 maggio ha portato allo stadio Diego Armando Maradona lo spettacolo Per tutti, con un'affluenza di circa 25000 persone. Nel giugno 2007 ha condotto su Rai 2, insieme a Serena Garitta, Tribbù, trasmissione comica ambientata contemporaneamente a Napoli e a Varese. Nel Natale 2007 è tornato al cinema con Christian De Sica e Michelle Hunziker in Natale in crociera di Neri Parenti. Dopo il successo che ha avuto con Christian De Sica nei film di Natale, dal 23 dicembre 2008 ha girato in tour con lo spettacolo chiamato Più di prima. Il 25 gennaio 2009 sale sul palco di Colorado cafè dove si è esibito per promuovere il suo spettacolo teatrale. Nel Natale del 2009, ha riproposto il suo tour Più di prima...international, riscuotendo un moderato successo. Ha poi partecipato a Made in Sud, spettacolo comico con vari comici del sud e napoletani come Gigi e Ross, con la conduzione di Fatima Trotta, I MalinComici, il prof. Enzo Fischetti e tanti altri.
Il 1º ottobre 2010 è uscito Benvenuti al Sud, remake del film francese del 2008 Giù al Nord, che vede come co-protagonista Siani insieme a Claudio Bisio nel ruolo di impiegato delle Poste al fianco del suo nuovo capoufficio interpretato dallo stesso Bisio. Il film ottiene un grandissimo successo, sia di pubblico che di critica, raggiungendo il 5º posto nella classifica dei maggiori incassi in Italia di tutti i tempi. Nello stesso anno esce il suo primo libro, che vende 100000 copie.

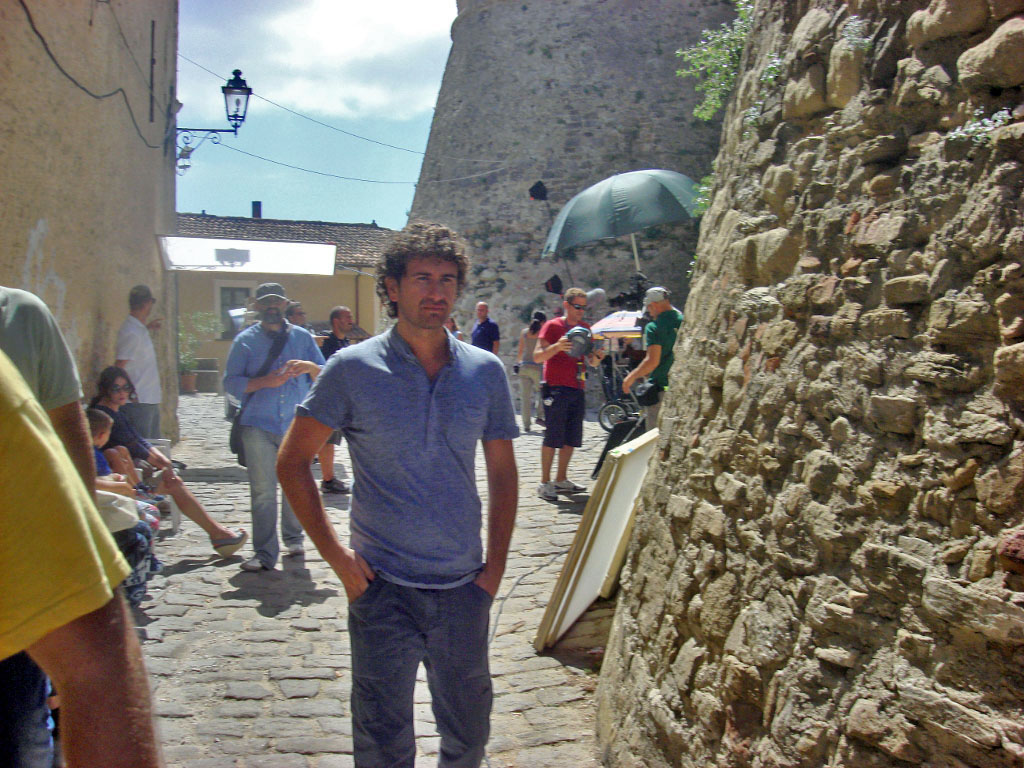
Alessandro Siani a Castellabate sul set di Benvenuti al Nord (settembre 2011)

Nel 2011 ha dato la voce a Francesco Bernoulli nel film Cars 2, sequel di Cars - Motori ruggenti e ha partecipato al film La peggior settimana della mia vita, a fianco a Fabio De Luigi e Cristiana Capotondi, nel ruolo del testimone dello sposo, Ivano. Dopo il successo ottenuto dal film, però, Siani rivela che non parteciperà al sequel Il peggior Natale della mia vita. Il 18 gennaio 2012 è uscito Benvenuti al Nord, sequel di Benvenuti al Sud, che lo vede come co-protagonista sempre insieme a Bisio in qualità di impiegato delle Poste trasferito a Milano. Il film ottiene un grande successo di pubblico, raggiungendo l'incasso complessivo di 27178307 €, ma viene penalizzato dalla critica. Il suo secondo libro, uscito lo stesso anno, diventa un bestseller.
Il 17 febbraio 2012 interviene come ospite al 62º Festival di Sanremo nel corso della quarta puntata dove recita un monologo di circa venti minuti riguardo ad alcuni temi di attualità: dalle pensioni allo spread, concludendo poi con una seria dissertazione sull'unità di Italia. Nel 2012 prosegue il suo tour chiamato Sono in zona show. È stato presente anche alla quarta puntata dell'undicesima edizione del talent show Amici, condotto da Maria De Filippi, scherzando ancora una volta sulla crisi e sul programma della De Filippi. Nel 2012 vince inoltre il premio Frevarcom.
Il 2013 vede il suo debutto alla regia con il film Il principe abusivo, ambientato a Napoli. Tra gli attori troviamo Christian De Sica, Serena Autieri e Sarah Felberbaum. Il film si rivela un grande successo al botteghino, registrando un incasso di quasi 15 milioni di €. Per la terza volta, un suo libro diventa un bestseller.
Nel 2014 debutta alla regia anche nel teatro con la commedia Benvenuti in casa Esposito, scritta con Paolo Caiazzo e Pino Imperatore e liberamente tratta dall'omonimo romanzo bestseller di Pino Imperatore, pubblicato da Giunti Editore nel 2012. La commedia ottiene un grande successo di pubblico e va in scena in vari teatri italiani anche nel 2015 e nel 2016. Dopo il successo con Il principe abusivo, nel maggio 2014 Siani inizia sulla costiera amalfitana le riprese del suo secondo film alla regia, dal titolo Si accettano miracoli. Nel cast, oltre all'attore napoletano, troviamo anche Fabio De Luigi, Serena Autieri e Ana Caterina Morariu. Il film è stato distribuito nelle sale il 1º gennaio 2015. In questo film è presente anche il brano Stella mia, testo di Siani, musica e voce di Sal Da Vinci.
Il 10 febbraio 2015, di nuovo ospite al 65º Festival di Sanremo, condotto da Carlo Conti, devolve il compenso ricevuto all'istituto Giannina Gaslini di Genova e all'ospedale Santobono di Napoli. Il 1º gennaio 2017 viene distribuito nelle sale il suo terzo film alla regia, dal titolo Mister Felicità, che vede nel cast oltre a Siani anche Diego Abatantuono, Carla Signoris, Elena Cucci e Cristiana Dell'Anna. Il 22 aprile 2017 Alessandro Siani registra al Teatro Politeama Greco di Lecce il suo spettacolo teatrale Il principe abusivo a teatro che è stato trasmesso in televisione a Natale sul canale Nove. 
Nel 2019 riprende a ricalcare i teatri italiani con il suo nuovo tour chiamato Felicità tour, che inizia il 9 marzo ad Avellino al Teatro comunale Carlo Gesualdo. Il 24 dicembre 2019 è stato protagonista del primo programma da lui scritto e condotto su Sky Uno, Stasera felicità. Lo stesso anno esce un suo libro, scritto insieme a Luciano De Crescenzo, che ha per tema la napolitudine e rimane in classifica per oltre dieci settimane.
Dal 27 settembre al 2 novembre 2021 ha condotto Striscia la notizia insieme a Vanessa Incontrada. Seguiranno altre due presenze a Striscia, nel 2022 con Luca Argentero e poi con la Incontrada, e nel 2023 sempre con la Incontrada.
Dal 14 febbraio 2023 è al cinema con il film, Tramite amicizia, dove è regista e attore; mentre il 1⁰ agosto termina a Milazzo le riprese del film, che sarà al cinema dal 1⁰ gennaio 2024, Succede anche nelle migliori famiglie, dove è sempre sia regista che attore. Ritorna anche a teatro, solo come regista, dal 14 dicembre 2023, dello stesso anno, debuttando al Teatro Augusteo di Napoli, con il musical tratto dalla serie TV di successo, Mare fuori, in versione teatrale. Nel 2025 su Prime Video conduce LOL - Chi ride è fuori con Angelo Pintus.
In un'intervista ha dichiarato di aver conseguito la maturità presso l'Istituto odontotecnico e  di essersi poi iscritto alla facoltà di scienze politiche, abbandonandola successivamente.

## Controversie
- Il 26 luglio 2013 Siani avrebbe dovuto esibirsi in uno spettacolo di beneficenza a Pompei, il cui ricavato sarebbe stato destinato alla stessa area archeologica. A causa dell'elevato numero di biglietti omaggio[23] oppure, secondo altre fonti, della presenza di molti spettatori che avevano occupato i posti a sedere pur senza aver pagato il biglietto, il comico decise di non esibirsi in segno di protesta. Tuttavia, lo stesso ha deciso di versare di tasca propria i 20000 € che erano stati previsti in beneficenza.[24]

## Opere letterarie
- Un napoletano come me: ... e che t' 'o dico a fa'!, Milano, Rizzoli, 2010, ISBN 978-88-17-04178-2.
- Non si direbbe che sei napoletano: istruzioni per l'uso per chi parte dal Sud e arriva al Nord, Milano, Mondadori, 2011, ISBN 978-88-04-58835-1.
- L'Italia abusiva: viaggio comico in un paese diversamente autorizzato, Milano, Mondadori, 2013, ISBN 978-88-04-63364-8.
- Troppo napoletano, Milano, Mondadori, 2015, ISBN 978-88-04-65857-3.
- Luciano De Crescenzo e Alessandro Siani, Napolitudine: dialoghi sulla vita, la felicità e la smania 'e turnà, Milano, Mondadori, 2019, ISBN 978-88-04-68505-0.

## Filmografia

### Attore
- Ti lascio perché ti amo troppo, regia di Francesco Ranieri Martinotti (2006)
- Natale a New York, regia di Neri Parenti (2006)
- Natale in crociera, regia di Neri Parenti (2007)
- La seconda volta non si scorda mai, regia di Francesco Ranieri Martinotti (2008)
- Benvenuti al Sud, regia di Luca Miniero (2010)
- La peggior settimana della mia vita, regia di Alessandro Genovesi (2011)
- Benvenuti al Nord, regia di Luca Miniero (2012)
- Il principe abusivo, regia di Alessandro Siani (2013)
- Si accettano miracoli, regia di Alessandro Siani (2015)
- Mister Felicità, regia di Alessandro Siani (2017)
- Il giorno più bello del mondo, regia di Alessandro Siani (2019)
- Chi ha incastrato Babbo Natale?, regia di Alessandro Siani (2021)
- Tramite amicizia, regia di Alessandro Siani (2023)
- Succede anche nelle migliori famiglie, regia di Alessandro Siani (2024)
- Io e te dobbiamo parlare, regia di Alessandro Siani (2024)

### Produttore
- Troppo napoletano, regia di Gianluca Ansanelli (2016)
- La fuitina sbagliata, regia di Mimmo Esposito (2018)
- Benvenuti in casa Esposito, regia di Gianluca Ansanelli (2021)

### Regista
- Il principe abusivo (2013)
- Si accettano miracoli (2015)
- Mister Felicità (2017)
- Il giorno più bello del mondo (2019)
- Chi ha incastrato Babbo Natale? (2021)
- Tramite amicizia (2023)
- Succede anche nelle migliori famiglie (2024)
- Io e te dobbiamo parlare (2024)

### Sceneggiatore
- Ti lascio perché ti amo troppo, regia di Francesco Ranieri Martinotti (2006)
- La seconda volta non si scorda mai, regia di Francesco Ranieri Martinotti (2008)
- Il principe abusivo, regia di Alessandro Siani (2013)
- Si accettano miracoli, regia di Alessandro Siani (2015)
- Mister Felicità, regia di Alessandro Siani (2017)
- Il giorno più bello del mondo, regia di Alessandro Siani (2019)
- Chi ha incastrato Babbo Natale?, regia di Alessandro Siani (2021)
- Tramite amicizia, regia di Alessandro Siani (2023)
- Succede anche nelle migliori famiglie, regia di Alessandro Siani (2024)
- Io e te dobbiamo parlare, regia di Alessandro Siani (2024)

### Doppiatore
- Cars 2, regia di John Lasseter e Brad Lewis (2011)
- Il piccolo principe, regia di Mark Osborne (2015)

## Teatro

### Attore
- Fiesta (2003)
- Tutti Bravi (2005-2006)
- Tienimi presente (2007)
- Per Tutti (2008)
- Più di Prima (2009-2011)
- Sono in zona (2012-2014)
- Il principe abusivo, con Christian De Sica (2015)
- Felicità tour (2019)
- Extrafelicità live. Templi di Paestum
- 20 anni di "Fiesta" (2023-in corso)

### Regista
- Musical - Stelle a metá (2014)
- Benvenuti in casa Esposito (2015; 2025)
- Il Principe abusivo musical (2015)
- Maradona trevolte 10 (2017)
- Libertà tour
- Extrafelicitá  tour (2020)
- Rocco hunt show Arena Flegrea (2023)
- 20 anni di "Fiesta" (2023-in corso)
- Mare fuori - Il musical (2023-in corso)[21]
- Benvenuti in casa Esposito (2025-in corso)[25]

## Programmi televisivi
- TeleGaribaldi (Canale 9, 1999)
- Bulldozer (Rai 2, 2003)
- Sanremo Giovani (Rai 1, 2005)
- Libero (Rai 2, 2006)
- Tribbù (Rai 2, 2007)
- Il principe abusivo a teatro (Nove, 2017)
- Stasera felicità (Sky Uno, 2019)
- Striscia la notizia (Canale 5, 2021-2023)[26]
- Via Argine 310 (Rai 3, 2022)
- LOL - Chi ride è fuori (Prime Video, dal 2025)

## Riconoscimenti
- Premio Speciale Charlot
- 2011: Taormina Film Fest: Premio Miglior Attore Comico Benvenuti al Sud
- 2016: Premio Cinema/Fiction Miglior Attore Comico
- Premio Alberto Sordi
- Premio Vittorio De Sica
- Premio speciale Massimo Troisi
- Premio Ennio Flaiano
- Premio Kineo mostra internazionale del cinema di Venezia per la commedia Mister Felicità
- Premio festival del cinema europeo
- Premio Giffoni
- 7 biglietti d'oro per i film tutti campioni di incasso
- Premio Ciak D'Oro per Benvenuti al Sud
- Telegatto d'Oro speciale per "SI accettano miracoli"
- Candidato al David di Donatello per Benvenuti al Sud
- Candidato al David di Donatello come miglior regista per "Il principe abusivo"
- 2017: Premio Salvatore Di Giacomo
- 2018: Premio Bct (Festival del cinema e della Tv di Benevento)
- 2019: Premio Biagio Agnes
- 2019: Premio Montecarlo Film Festival King of Comedy
- Premio Best Movie Awards Mostra del cinema di Venezia 2020 Miglior Commedia dell'Anno Il giorno più bello del mondo
- 2020: Premio Cimitile - Miglior artista dell'anno
- Cittadino Onorario di Castellabate, Furore, Gragnano
- Alessandro Siani è stato il primo comico napoletano ad esibirsi allo Stadio San Paolo con oltre 25000 spettatori
- Al Teatro Sistina (2016) si è esibito con tre spettacoli in un solo giorno, tutti soldout. Lo stesso record era già stato messo in atto al Teatro Augusteo (2012) e al Teatro Diana (2019)
- 2019-2020 Felicità tour è lo spettacolo comico con maggior incasso e presenze
- 2021: Chiavi della città di Agerola
- 2021: Premio campidoglio eccellenza italiana
- 2021: Premio Stella d'Italia - Miglior artista dell'anno
- 2022: Premio miglior regia per "Chi ha incastrato Babbo Natale" Los Angeles Filming
- 2024 Miglior commedia di natale alle giornate professionali di Sorrento  con il film "Succede anche nelle migliori famiglie"
- 2025 Nomination nastri d argento Miglior attore comico  per il film Io e te dobbiamo parlare
- 2025 Taormina film festival premio  Miglior performance spettacolo teatrale